# Azteca Uno
Azteca Uno è una rete televisiva messicana, proprietà di TV Azteca.